# 阁老坝站
阁老坝站位于贵州省遵义市播州区苟江镇的一个铁路车站，是川黔铁路的区段站。车站建于1965年，2010年停办客运业务，现仅办理货运业务，车站及其上下行区间均已电气化。车站距离重庆站341公里，隶属成都铁路局遵义车务段，是二等站。

## 概要
阁老坝站建站初期为川黔铁路的中间站，设有有到发线3条、货物线1条，200×4×0.5米的岛式站台1座及400×3.5×0.6米的基本站台1座。作为川黔铁路遵义市区外迁工程及瓮马铁路延伸线工程的一部分，车站于2016年开始站改工程。2019年7月26日新建阁老坝编组站投入使用，取代原南宫山站的编组功能。10月16日，车站开办货运业务；10月底南宫山站站内调车设备及人员转移至本站。
站改后的阁老坝站为区段站，设到发线8条（含1条正线），远期预留3条；调车场设8条调车线，远期预留3条，牵出线1条，并设有点连式调速系统及小能力驼峰1座。车站货场设有7条货物线、3处散堆场以及6座仓库。此外站内还设有机务折返段1处。